# Claudiu Tudor
Claudiu Ionuț Tudor (n. 29 aprilie 1985, Ploiești, România)  este un fotbalist român care joacă pentru FC Petrolul Ploiești, pe postul de mijlocaș.